# Château de Rioux
Le château de Rioux est situé au nord du village de Rioux, en Charente-Maritime.

## Historique
La baronnie de Rioux est confisquée à la famille de Didonne, et passe dans de nombreuses mains à partir de 1302.
Le château est réparé en 1619 par Georges Lemusnier, conseiller du Roi, trésorier général de France en la généralité de Poitiers, qui le transmets aux Guinot (dont Étienne Guinot de Monconseil), puis en 1716 par Henri de Mirande.
Ce sont désormais les familles Rémont, Ecochard, Delmas, Preys qui en sont propriétaires.

## Architecture
Un pont dormant à deux arches a succédé au pont-levis.
Dans une enceinte rectangulaire entourée de fossés, renforcée de courtines qui étaient munies de canonnières, le logis est précédé d'une basse-cour. C'est un bâtiment à un étage et ouvertures étroites, sur sous-sol sans ouverture et couvert d'un toit à deux pans de tuiles plates.
Côté cour une tour d'escalier polygonale a été arasée. Deux tours cylindriques flanquent l'autre façade, l'une avec chemin de ronde, l'autre avec toiture en poivrière et une petite tour carrée à toit d'ardoise s'appuie au centre de cette façade.
Il est inscrit monument historique depuis le  5 octobre 1965.